# Népi mesterségek listája
- asztalos
- ács
- bádogos
- bodnár
- bognár
- borbély
- bőrdíszműves
- cipész
- cukrász
- csapó, gubacsapó
- csutorás[1]
- csipkeverő
- csizmadia
- drótos, drótostót
- esztergályos
- faszénégető
- fazekas
- fogadós
- fuvaros
- fűszeres
- gerencsér
- gombkötő
- gyékényszövő
- gyertyamártó
- gubacsapó
- halász
- hangszerkészítő
- kalapos, süveges
- kalmár
- kádár, pintér
- kályhás
- kárpitos
- kefekötő
- kékfestő, kelmefestő
- kerékgyártó, kerékjártó
- kesztyűs
- kocsmáros
- kolompáros
- kovács
- kosárfonó
- kőfaragó
- köszörűs, késes
- kőműves
- könyvkötő
- kötélverő
- lakatos
- lovász
- lócsiszár
- mészáros
- mészégető
- mézeskalácsos
- molnár
- nemezkészítő
- olajütő
- ötvös
- órás
- papírmerítő
- pákász
- pásztor
  - csikós
  - számadó, bács, bacsó
  - bojtár
  - juhász
  - gulyás
  - csordás
  - kanász
  - kondás
  - csürhés
- pék
- puskaműves
- révész
- rézműves
- sörfőző
- szappanos
- szabó
- szakács
- szíjgyártó
- szitás
- szűcs
- szűrszabó
- takács
- teknővájó
- telepes
- tímár
- tőzsér
- üveges
- varga
- vályogvető
- vincellér
- zenész

## További irodalom
- Frecskay János: Mesterségek Szótára (1–33. füzet. Budapest,  é. n., az MTA megbízásából)